# The Mind's I
The Mind's I treći je studijski album švedskog melodičnog death metal sastava Dark Tranquillity. Objavljen je 21. travnja 1997. godine. Ponovno je objavljen 2004. i 2005. godine u posebnoj inačici s novim omotom, EP-om Enter Suicidal Angels, dvama koncertnim glazbenim spotovima i glazbenim spotom za pjesmu "Hedon".

## Popis pjesama
| 1.    | »Dreamlore Degenerate«   | Mikael Stanne  | Martin Henriksson, Niklas Sundin | 2:44 |
| 2.    | »Zodijackyl Light«       | Stanne         | Sundin, Fredrik Johansson        | 3:59 |
| 3.    | »Hedon«                  | Sundin         | Henriksson, Sundin               | 5:37 |
| 4.    | »Scythe, Rage and Roses« | Stanne         | Henriksson                       | 2:33 |
| 5.    | »Constant«               | Stanne         | Sundin, Johansson                | 3:02 |
| 6.    | »Dissolution Factor Red« | Sundin, Stanne | Johansson, Sundin                | 2:07 |
| 7.    | »Insanity's Crescendo«   | Stanne         | Henriksson, Johansson, Sundin    | 6:52 |
| 8.    | »Still Moving Sinews«    | Sundin, Stanne | Sundin, Johansson                | 4:41 |
| 9.    | »Atom Heart 243.5«       | Sundin         | Sundin, Johansson, Henriksson    | 4:00 |
| 10.   | »Tidal Tantrum«          | Stanne         | Johansson                        | 2:57 |
| 11.   | »Tongues«                | Sundin         | Henriksson, Sundin, Johansson    | 4:53 |
| 12.   | »The Mind's Eye«         | instrumental   | Morgan Palm, Johansson           | 3:11 |
| 46:36 |                          |                |                                  |      |

## Zasluge
Dark Tranquillity
- Mikael Stanne – vokal
- Niklas Sundin – gitara
- Fredrik Johansson – gitara, akustična gitara, bubnjevi (pjesma 12.)
- Martin Henriksson – bas-gitara, akustična gitara
- Anders Jivarp – bubnjevi

Ostalo osoblje
- Fredrik Nordström – klavijature, produkcija
- Morgan Palm – glazba (pjesma 12.)
- Kenneth Johansson – slike, omot albuma
- Michael Nicklasson – prateći vokali (pjesma 2.)
- Anders Fridén – prateći vokali (pjesma 3.)
- Sara Svensson – vokali (pjesma 7.), dodatni vokali